# Аксентьево (Владимирская область)
Аксентьево — упразднённая деревня в Александровском районе Владимирской области России.

## География
Урочище находится в северо-западной части области, в зоне хвойно-широколиственных лесов, при автодороге 17Н-129, на расстоянии примерно 5 километров (по прямой) к северо-северо-востоку от города Александрова, административного центра района. Абсолютная высота — 215 метров над уровнем моря.

### Климат
Климат характеризуется как умеренно континентальный, с умеренно тёплым летом, холодной зимой, короткой весной и облачной, часто дождливой осенью. Среднегодовая температура воздуха — +3,4 °C. Годовое количество атмосферных осадков — 549 миллиметров, из которых большая часть выпадает в тёплый период.

## История
В «Списке населенных мест Владимирской губернии по сведениям 1859 года» населённый пункт упомянут как деревня Аксентьева Александровского уезда, при овраге Плоском, расположенная по левую сторону от почтового тракта из Александрова в Переславль, в 8 верстах от уездного города. В деревне насчитывалось 17 дворов и проживало 138 человек (60 мужчин и 78 женщин).
По состоянию на 1905 год, в Аксентьеве имелось 16 дворов и проживало 152 человека. В административном отношении деревня входила в состав Александровской волости.
В советское время входила в состав Бакшеевского сельсовета Александровского района (в период с 1941 до 1965 годы — в составе Струнинского района). Упразднена решением облисполкома № 1493 от 31 декабря 1971 года как фактически не существующая.